# Filip Twardzik
Filip Twardzik (ur. 10 lutego 1993 w Trzyńcu) – czeski piłkarz, od 2018 grający w MFK Ružomberok. Jego brat bliźniak Patrik także gra w Celticu a starszy brat Daniel w Dundee F.C. jako bramkarz. Ich ojciec René Twardzik był bramkarzem.